# Narciso de Estenaga
Narciso de Estenaga y Echevarría (Logroño, 29 de octubre de 1882 - Peralvillo Bajo, Miguelturra, Ciudad Real, 22 de agosto de 1936) fue un obispo español, del hábito de Santiago, Prior de las Órdenes militares españolas con sede en Ciudad Real y obispo titular de Dora (1922-36), declarado beato y mártir por la Iglesia católica. Hombre de gran cultura e inteligencia fue, además, amigo y confesor del rey Alfonso XIII. Fue director de la Real Academia de Bellas Artes y Ciencias Históricas de Toledo.
Fue uno de los trece obispos asesinados en la zona republicana durante la guerra civil española, víctima de la persecución religiosa, y el más joven de estos trece prelados.

## Vida

### Primeros años y formación
Nació en Logroño en 1882. Siendo aún muy niño quedó huérfano de padre y madre (jornalero y lavandera, respectivamente). El sacerdote Joaquín Lamadrid -que sería asesinado en 1936 igual que Estenaga- se apiadó de él y lo llevó a un colegio en Toledo fundado por él y destinado a la formación de niños huérfanos. Allí cursó sus primeros estudios. 
De nuevo gracias a Joaquín Lamadrid pudo cursar sus estudios eclesiásticos en el Seminario de Toledo, donde obtuvo el doctorado en Sagrada Teología en 1904 y la licenciatura en Derecho canónico en 1906. Fue ordenado sacerdote el 15 de diciembre de 1907. 

### Vida sacerdotal y docente
Muy pronto fue nombrado profesor de latín en el Seminario de Toledo y llegó a ser miembro del colegio de doctores de la Facultad de Teología de la Universidad Pontificia de Toledo.
En 1909 obtuvo, por oposición, el cargo de canónigo de la catedral de Toledo.  En 1913 fue nombrado arcediano de la misma catedral, y en 1917 fue nombrado deán, cargo que ejerció hasta 1922. 

### Episcopado
Amigo y confesor del rey Alfonso XIII, tras quince años de ministerio sacerdotal este lo eligió como obispo-prior de las Órdenes Militares (Ciudad Real), el 20 de noviembre de 1922, cuando contaba con cuarenta años de edad. El propio rey le invistió como caballero de la Orden de Santiago. Fue consagrado obispo en Madrid el 22 de julio de 1923 por el cardenal Reig, primado de España, actuando como padrinos el conde de Guaqui y la duquesa de Goyeneche. El 12 de agosto hizo su entrada en Ciudad Real. Intervino en el Congreso Catequístico Nacional de 1929, celebrado en Granada, en el Ibero-Americano de Sevilla y en el Eucarístico de Toledo. 
Era correspondiente de la Real Academia de la Historia y de la de Bellas Artes de San Fernando, académico de número y director de la Academia de Bellas Artes y Ciencias Históricas de Toledo, caballero del hábito de Santiago y caballero de la belga Orden de la Corona. Dominaba varios idiomas y fue autor de varias obras, entre ellas una historia de la catedral de Toledo que dejó inconclusa. El presidente de la República, Niceto Alcalá Zamora, le encargó, en abril del 36, el Elogio fúnebre de Lope de Vega, con motivo del tercer centenario del fallecimiento del Fénix de los Ingenios.
Cuando estalló la Guerra Civil se produjo una situación equívoca. El gobernador civil de Ciudad Real, Germán Vidal Barreiro, partidario de Casares Quiroga, promovió la moderación, pero no impidió las matanzas realizadas por milicianos. A pesar del peligro, el obispo decidió permanecer en su diócesis. Cuando los contingentes de la Guardia Civil que había en la ciudad fueron trasladados a Madrid, el obispo quedó a merced de los radicales de extrema izquierda. El 5 de agosto los milicianos asaltaron y registraron su palacio. El 13 de agosto fue obligado por la fuerza a abandonar su morada, junto con su capellán, Julio Melgar, instalándose en casa de un amigo, Saturnino Sánchez Izquierdo (quien posteriormente también sería asesinado).

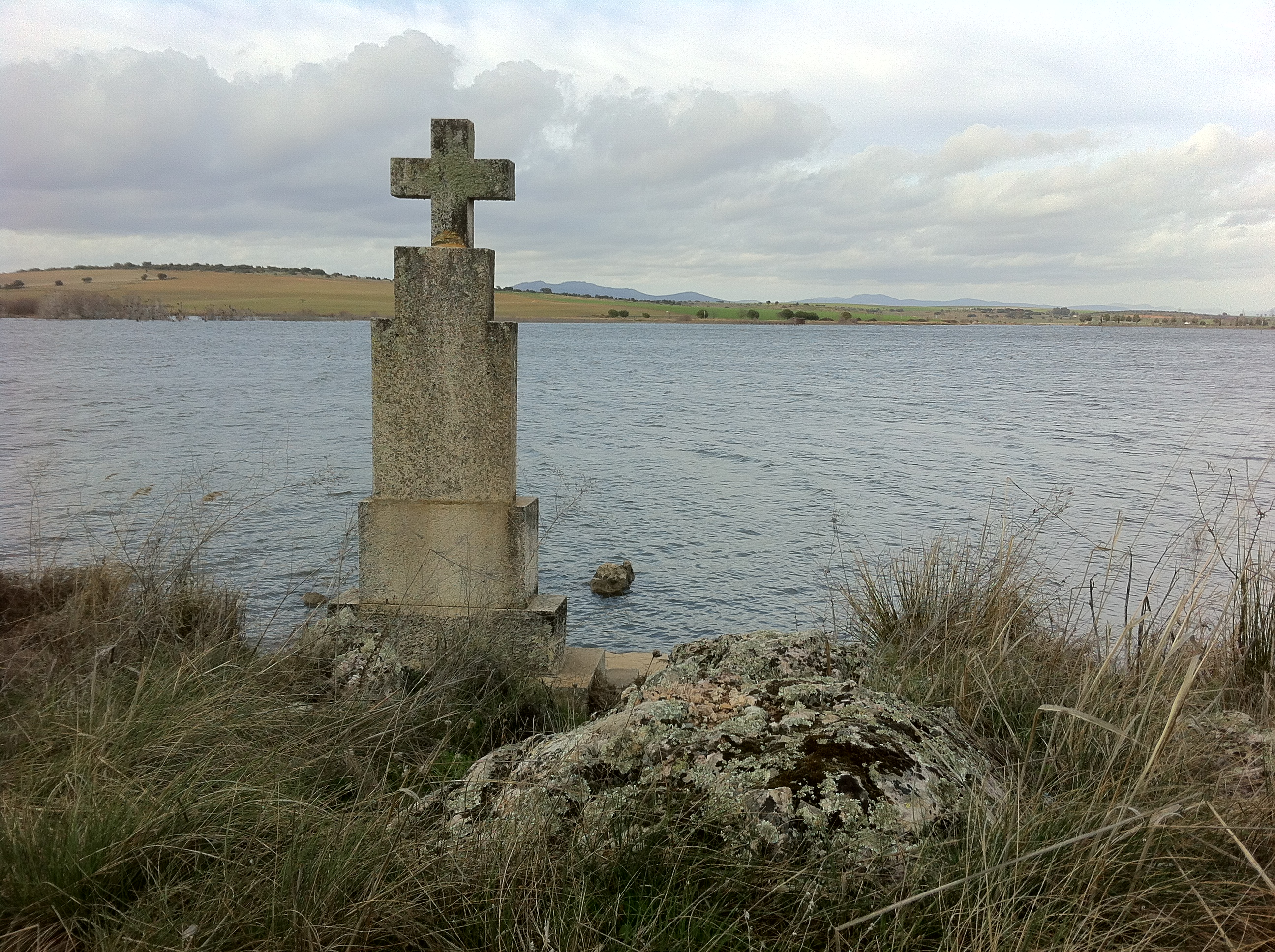
Cruz del Obispo Estenaga, en Peralvillo Bajo (Miguelturra), a orillas del río Bañuelos.

En la mañana del 22 de agosto los milicianos se llevaron a la fuerza al obispo y a su capellán, que no opusieron resistencia. Conducidos a las cercanías de Peralvillo, a orillas del Guadiana y a ocho kilómetros de Ciudad Real, fueron asesinados a tiros. El punto exacto del fusilamiento está en la actualidad en el término municipal de Miguelturra y ligeramente sumergido por el embalse de El Vicario sobre el río Bañuelos, a 500 m de su desembocadura en el Guadiana, pero en la orilla se levantó por la organización Acción Católica Española un memorial que recuerda los hechos. Los cadáveres fueron encontrados al día siguiente, y trasladados al cementerio de la ciudad, siendo enterrados en la sepultura del Cabildo. Con la victoria del bando sublevado, su cadáver fue trasladado a la catedral (10 de mayo de 1940) donde inicialmente reposaron bajo una lápida a los pies de la escalinata del altar mayor con un resumen de lo ocurrido escrito en latín, y actualmente bajo dicho altar, adonde se llevaron también los restos de su secretario Julio Melgar.
Tiene una calle dedicada en Ciudad Real.

## Beatificación y legado
El obispo Estenaga fue beatificado, junto con otros 497 mártires, en Roma el 28 de octubre de 2007. La festividad litúrgica del beato Narciso y compañeros mártires del siglo XX en España se celebra el día 6 de noviembre.